# 핼리팩스 타운 AFC
핼리팩스 타운 AFC(영어: Halifax Town Association Football Club)는 영국 잉글랜드 핼리팩스를 연고로 하는 축구단이다. 2001년 5월 24일에 창단되어 2008년에 해단되었으며, 2008년에 FC 핼리팩스 타운으로 재창단 되었다.